# Crescentia
Crescentia es un género son seis especies de pequeños árboles perteneciente a la familia Bignoniaceae, nativo del sur Florida, el Caribe, sur de  México, Centroamérica y norte de Sudamérica.

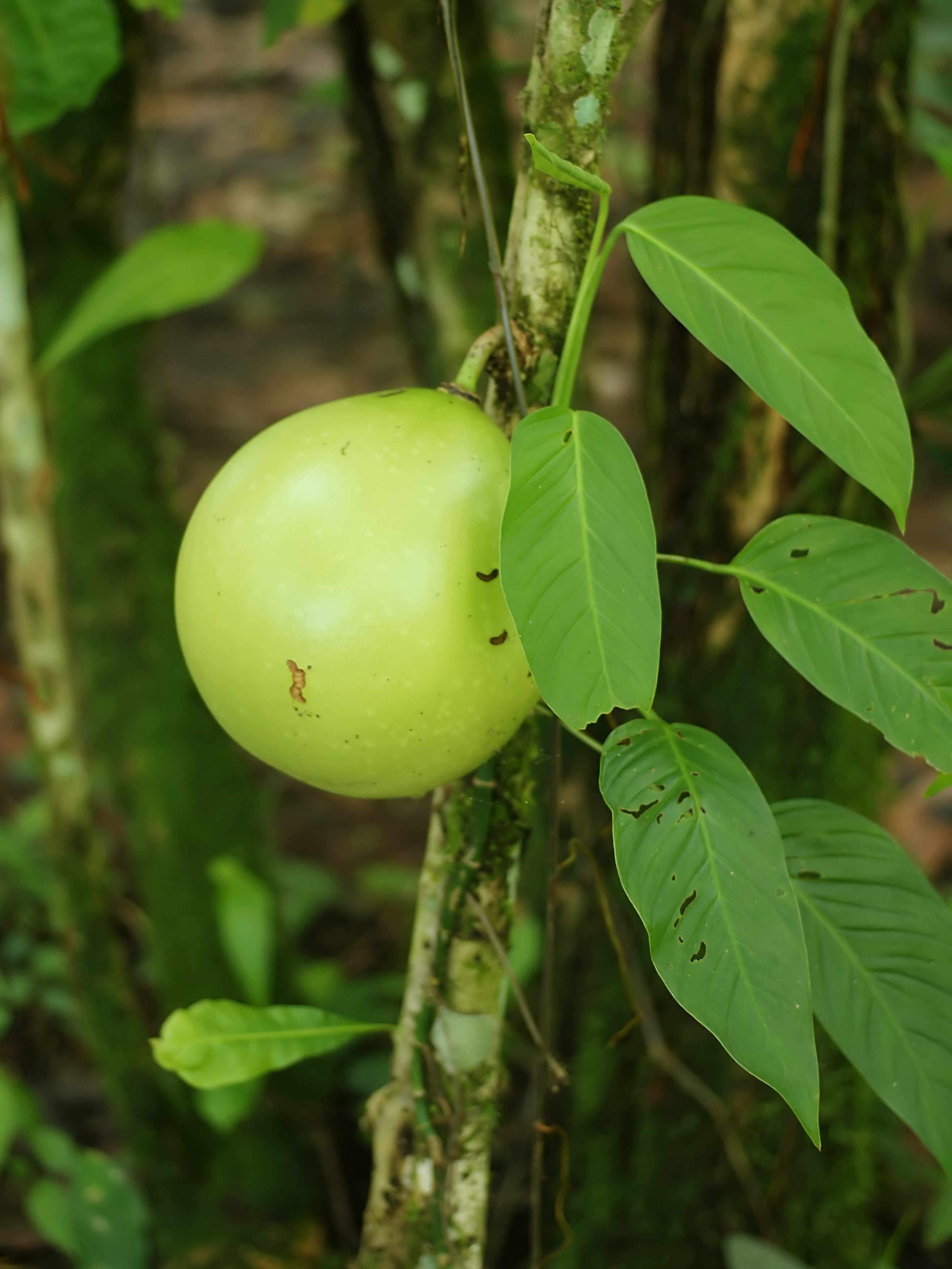
Fruto de Crescentia cujete

## Descripción
Son pequeños árboles  hasta medianos poco ramificados. Hojas simples o 3-folioladas, en ramitas gruesas en fascículos alternos. Inflorescencia de 1–2 flores caulifloras, café claras; cáliz bilabiado; corola campanulada, generalmente con un pliegue transversal en la garganta, lobos deltoides, acuminados; estambres subexertos, tecas divergentes; ovario ovoide-elíptico, lepidoto, 1-locular con placentación parietal. Su fruto es una totuma no pepónide, grande, más o menos globoso, indehiscente con una cáscara dura y leñosa, pulposo por dentro; semillas pequeñas, menos de 8 mm de largo y 9 mm de ancho, planas, no aladas, embebidas en la pulpa.

## Usos
En Nicaragua se usan las semillas molidas para preparar una bebida, y de la cáscara se fabrican vasos, tazas y cucharas.

## Taxonomía
El género fue descrito por Carlos Linneo y publicado en Species Plantarum 2: 626. 1753. La especie tipo es: Crescentia cujete L.

## Especies seleccionadas
- Crescentia alata
- Crescentia cujete
- Crescentia linearifolia, Higuerito
- Crescentia portoricensis